# Сухопутні війська Франції
Сухопутні війська Франції, офіційно Сухопутна армія (фр. Armée de Terre, досл. «Армія землі»), є основним сухопутним військовим формуванням Франції і найбільшим компонентом французьких збройних сил; вона відповідає перед урядом Франції, разом з Французьким флотом, Повітряно-космічними силами та Національною жандармерією. Командування армією здійснює начальник штабу французької армії (CEMAT), який підпорядковується Начальнику Оборонного штабу (CEMA), який командує діючими армійськими підрозділами і, в свою чергу, підзвітний Президенту Франції. Начальник штабу армії також безпосередньо відповідає перед Міністерством збройних сил за адміністрування, підготовку та оснащення армії.
Французька армія після Французької революції, як правило, складалася зі змішаних сил — призовників і професійних добровольців. Зараз вона вважається професійною, оскільки французький парламент призупинив призов солдатів на військову службу.
За даними британського історика Ніла Ферґюсона, з усіх зафіксованих конфліктів, що відбулися з 387 року до н. е., Франція брала участь у 168 з них, виграла 109, програла 49 і звела внічию 10; це робить Францію найуспішнішою військовою державою в європейській історії з точки зору кількості битв і перемог.

## Історія

### Рання історія
Перша постійна армія Франції, яка отримувала регулярне грошове утримання замість феодальних поборів, була створена на початку 15 століття за часів Карла VII. Вона була сформована через потребу в надійних військах під час Столітньої війни, хоча армія не була розпущена, оскільки після завершення конфлікту Королі Франції продовжували її використовувати. Після початку конфлікту видавався ордонанс, який регулював тривалість служби, склад і оплату підрозділів.
Орденські роти становили основу жандармерії ще в 16 столітті, вони були дислоковані по всій Франції і за потреби залучалися до складу більших армій. Були також передбачені франки-лучники — ополчення стрільців і піхотинців, набраних з нешляхетних класів, але ці підрозділи були розформовані після закінчення війни.
Тим часом, основну частину піхоти все ще забезпечували міські або провінційні ополчення, які були зібрані в районі або місті для ведення бойових дій на місцевому рівні, і які були названі за місцем їхнього набору. Поступово підрозділи ставали більш постійними, і наприкінці 15 століття були набрані швейцарські інструктори, а деякі «Bandes» (ополчення) були об'єднані у тимчасові «легіони» чисельністю до 9000 чоловік. Чоловіки отримували платню, підписували контракт на участь у бойових діях і проходили військову підготовку.
Генріх II ще більше упорядкував французьку армію, сформувавши постійні піхотні полки, які замінили структуру ополчення. Перші з них (Régiments de Picardie, Piémont, Navarre та Champagne) отримали назву Les Vieux Corps (Старий корпус). Розформування полків після закінчення війни було звичайною політикою, спрямованою на економію коштів, і єдиними, хто залишився в живих, були Vieux Corps і Французька королівська гвардія.

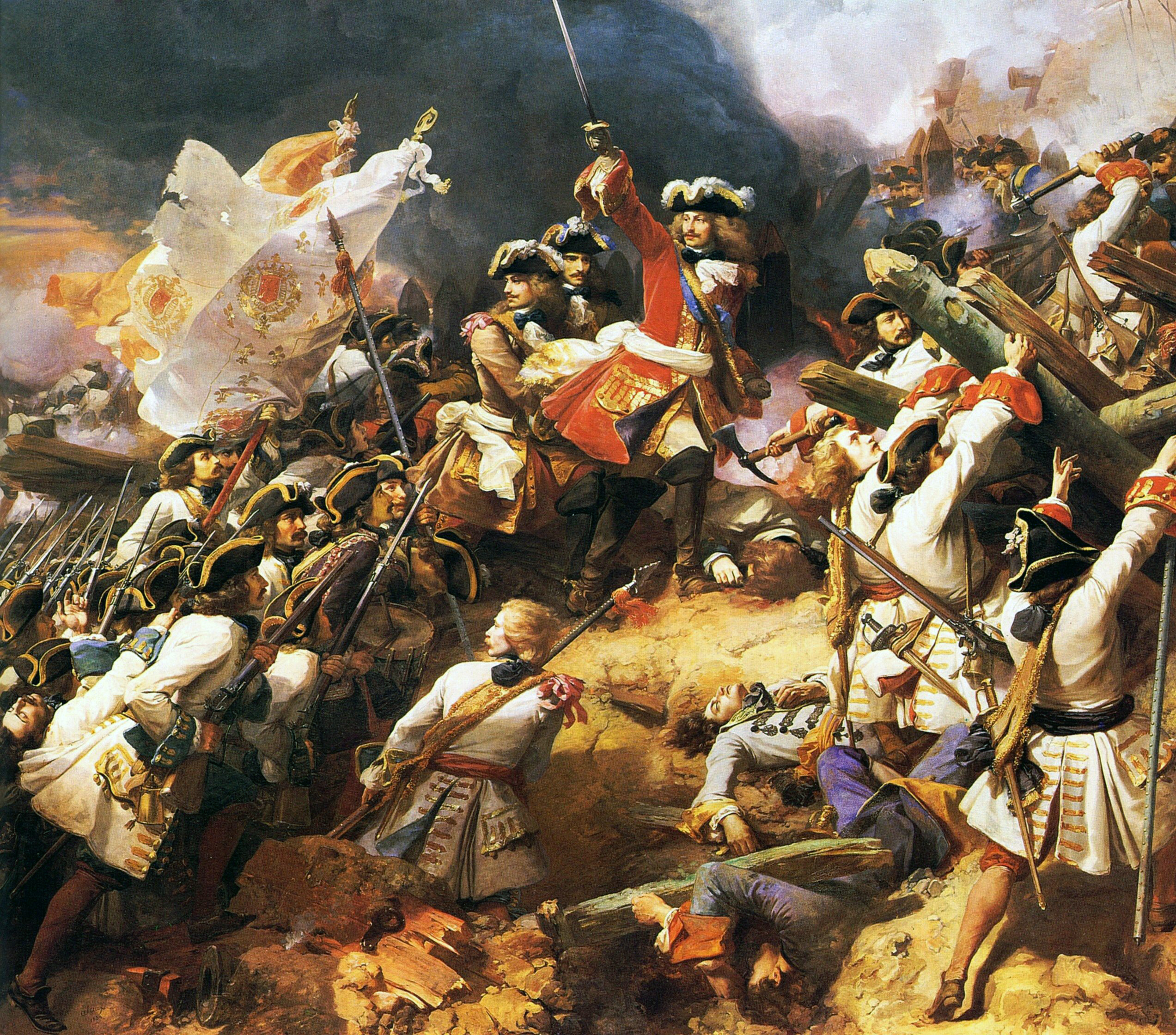
Французька королівська армія в битві під Дененом

Полки могли бути сформовані безпосередньо Королем і називатися на честь регіону, в якому вони були сформовані, або дворянством і називатися на честь дворянина чи призначеного ним полковника. Коли Людовик XIII зійшов на престол, він розформував більшість існуючих полків, залишивши лише Vieux і кілька інших, які стали відомими як Petite Vieux і також отримали привілей не розпускатися після війни.

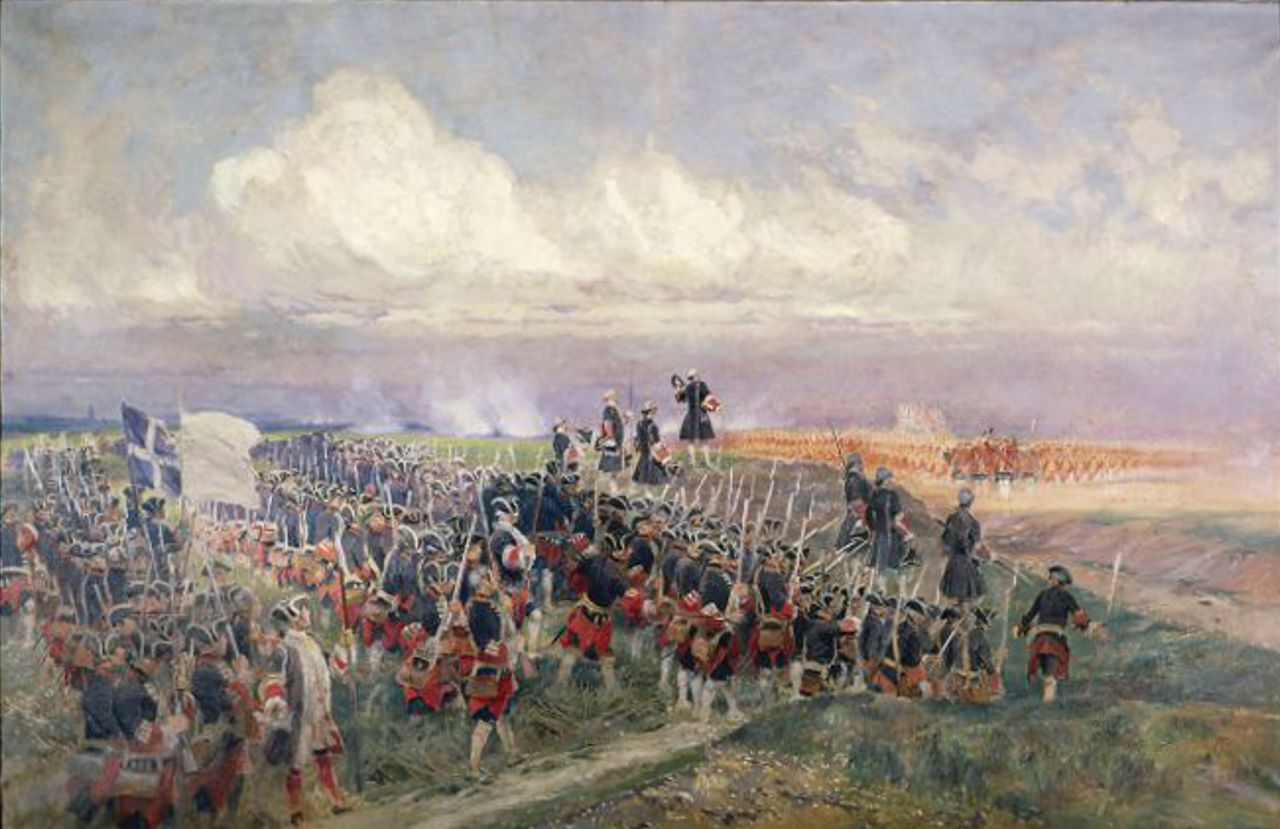
Французькі гвардійці у битві при Фонтенуа (1745)

У 1684 році відбулася велика реорганізація французької піхоти, а в 1701 році — ще одна, щоб відповідати планам Людовика XIV та війні за іспанську спадщину. В результаті реорганізації було створено багато сучасних полків французької армії, а також стандартизовано їхнє спорядження і тактику. Армія Короля-Сонця, як правило, носила сіро-білі мундири з кольоровими підкладками. Були винятки, і іноземні війська, набрані за межами Франції, носили червоні (швейцарці, ірландці та ін.) або сині (німці, шотландці та ін.) мундири, в той час як французькі гвардійці носили сині. На додаток до лінійних полків, Maison du Roi забезпечив кілька елітних підрозділів, найвідомішими з яких були Швейцарська гвардія, Французька гвардія та полки мушкетерів. Французька піхота в біло-сірих мундирах лінії Les Blancs з мушкетами Шарлевіль була страшним ворогом на полях битв сімнадцятого та вісімнадцятого століть, беручи участь у Дев'ятирічній війні, війнах за іспанську та австрійську спадщину, Семирічній війні та Американській революції.

### Коаліційні війни

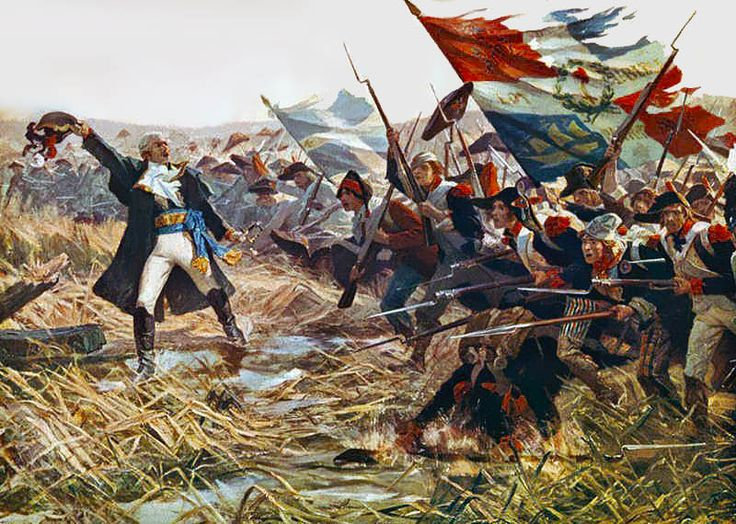
Французька революційна армія в битві при Жемаппе (1792)

Французька революція призвела до того, що армія втратила більшість своїх офіцерів через аристократичну втечу або гільйотину, а отже, стала деморалізованою та неефективною. Революційні загони санкюлотів та Національна гвардія склали ядро Французької революційної армії разом із залишками розпущеної Королівської французької армії; вона була створена після штурму палацу Тюїльрі, де французька Національна гвардія приєдналася до повстання, лояльні швейцарські гвардійці були вбиті, а король скинутий з престолу.
З 1792 року Революційна армія воювала проти комбінації європейських держав у Французьких революційних війнах, при цьому держава спрямовувала більшу частину своєї промисловості та населення на військові зусилля, що поклало початок сучасній військовій повинності у світі, а також дозволило застосовувати більш гнучкі військові стратегії, прокладаючи шлях до Наполеонівських воєн. Крім того, багато знатних офіцерів було звільнено у відставку, що зменшило стратифікацію і збільшило військову спеціалізацію. Це, а також величезні інвестиції у військові зусилля дозволили Франції почати впевнене просування в Європу.
Під керівництвом Наполеона І Французька імперська армія завоювала більшу частину Європи під час Наполеонівських війн. Знову набравши професіоналів з революційних сил і використовуючи атакуючі колони з важкою артилерійською підтримкою і роями переслідувальної кавалерії, французька армія під керівництвом Наполеона і його маршалів змогла перехитрити і знищити союзницькі армії неодноразово до 1812 року. Наполеон запровадив концепцію загальновійськових Корпусів, кожен з яких був традиційною армією «в мініатюрі», що дозволяло польовим військам розділятися на кілька ліній маршу і знову з'єднуватися або діяти незалежно. Grande Armee діяла, прагнучи до вирішальної битви з кожною армією противника, а потім знищувала їх по частинах, перш ніж швидко окупувати територію і примусити до миру.

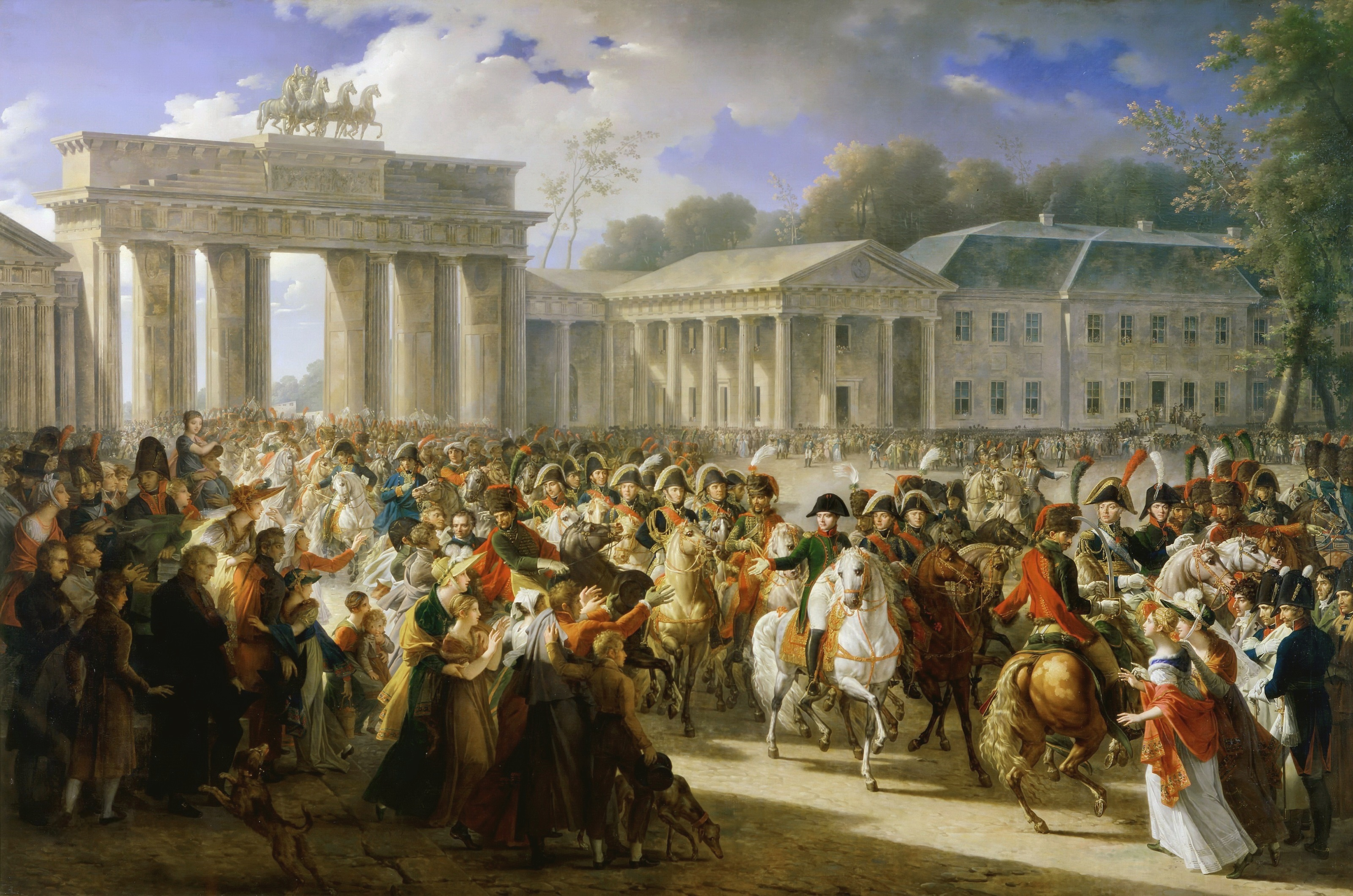
Після перемоги над прусськими військами під Єною, Grande Armee увійшла до Берліна 27 жовтня 1806 року

У 1812 році Наполеон вторгся в Російську імперію з новою Grande Armee, прагнучи усунути їхній вплив зі Східної Європи та убезпечити кордони своєї імперії і держав-клієнтів. Кампанія спочатку йшла добре, але величезні відстані російського степу і холодна зима змусили його армію до жалюгідного відступу, піддаючись російським набігам і переслідуванням. Замінити ці сили було нічим, а через «виразку» війни на Іспанському півострові проти Британії та Португалії французька армія відчувала гостру нестачу підготовлених військ, а людські ресурси Франції були майже виснажені.
Після зречення Наполеона і повернення, зупиненого англо-голландсько-прусським союзом при Ватерлоо, французька армія повернулася під владу відновленої монархії Бурбонів. Структура залишилася практично незмінною, і багато офіцерів Імперії зберегли свої посади.

### 19 століття
Повернення Бурбонів було часом політичної нестабільності, коли країна постійно перебувала на межі політичного насильства. 1824 року армія прагнула відновити іспанський монархічний абсолютизм. Вона досягла своїх цілей за шість місяців, але повністю відступила лише у 1828 році. У порівнянні з попереднім наполеонівським вторгненням, ця експедиція була швидкою та успішною.

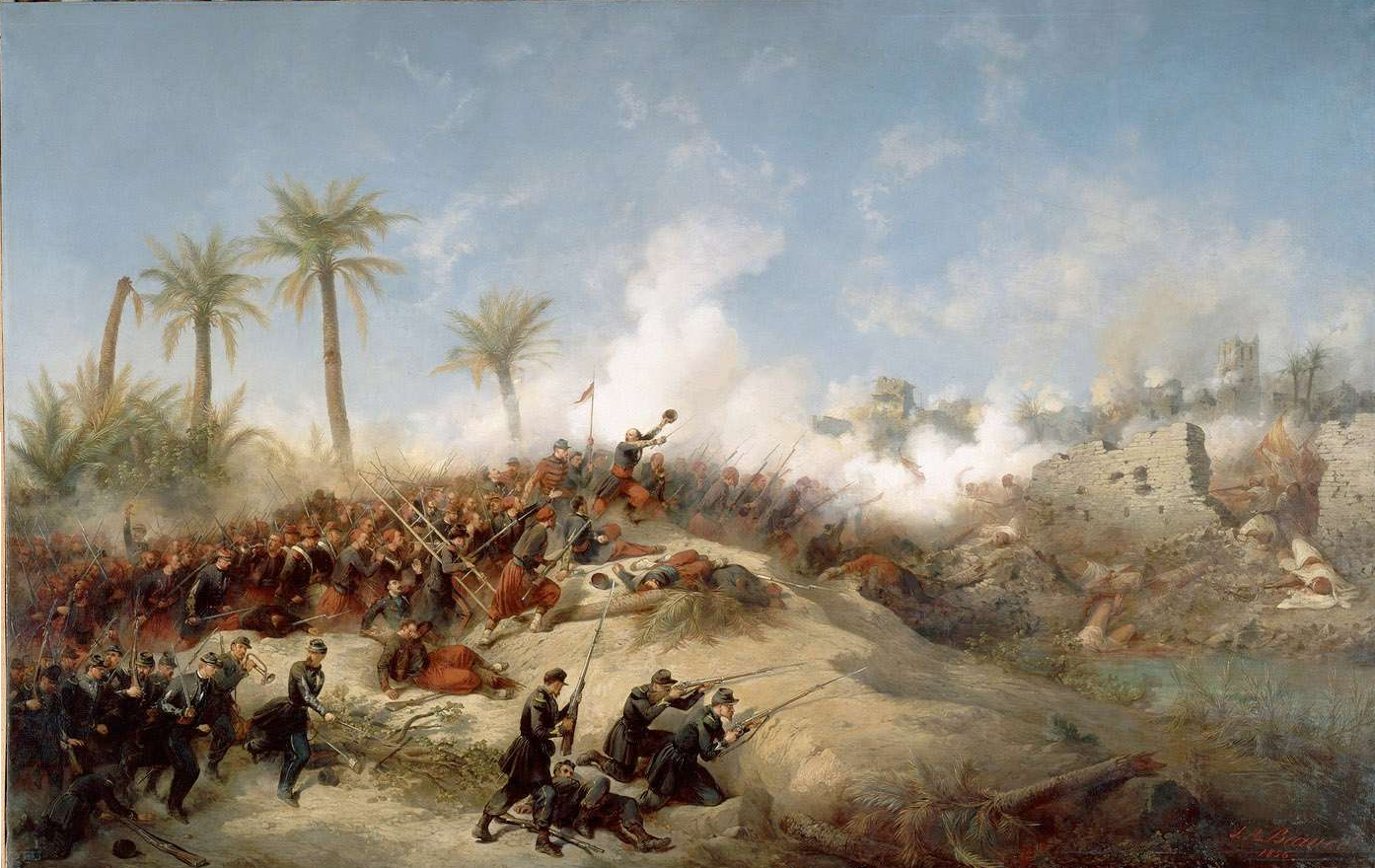
Завоювання Алжиру

Скориставшись слабкістю місцевого бея, французьке вторгнення в Алжир у 1830 році знову швидко подолало початковий опір. Французький уряд формально анексував Алжир, але для повного умиротворення країни знадобилося майже 45 років. У цей період французької історії було створено Armée d’Afrique, до складу якої входив і Légion étrangère. Тепер армія носила темно-сині мундири і червоні штани, які вона зберегла до Першої світової війни.
Звістка про падіння Алжиру ледь дійшла до Парижа у 1830 році, коли монархія Бурбонів була повалена і замінена конституційною Орлеанською монархією. Під час липневої революції 1830 року паризькі натовпи виявилися занадто сильними для військ Maison du Roi, і основна частина французької армії, яка симпатизувала натовпу, не брала в ній активної участі.
У 1848 році Європою прокотилася хвиля революцій, яка поклала край французькій монархії. Армія не брала участі у вуличних боях у Парижі, в результаті яких було повалено короля, але пізніше того ж року війська були використані для придушення більш радикальних елементів нової республіки, що призвело до обрання племінника Наполеона президентом.

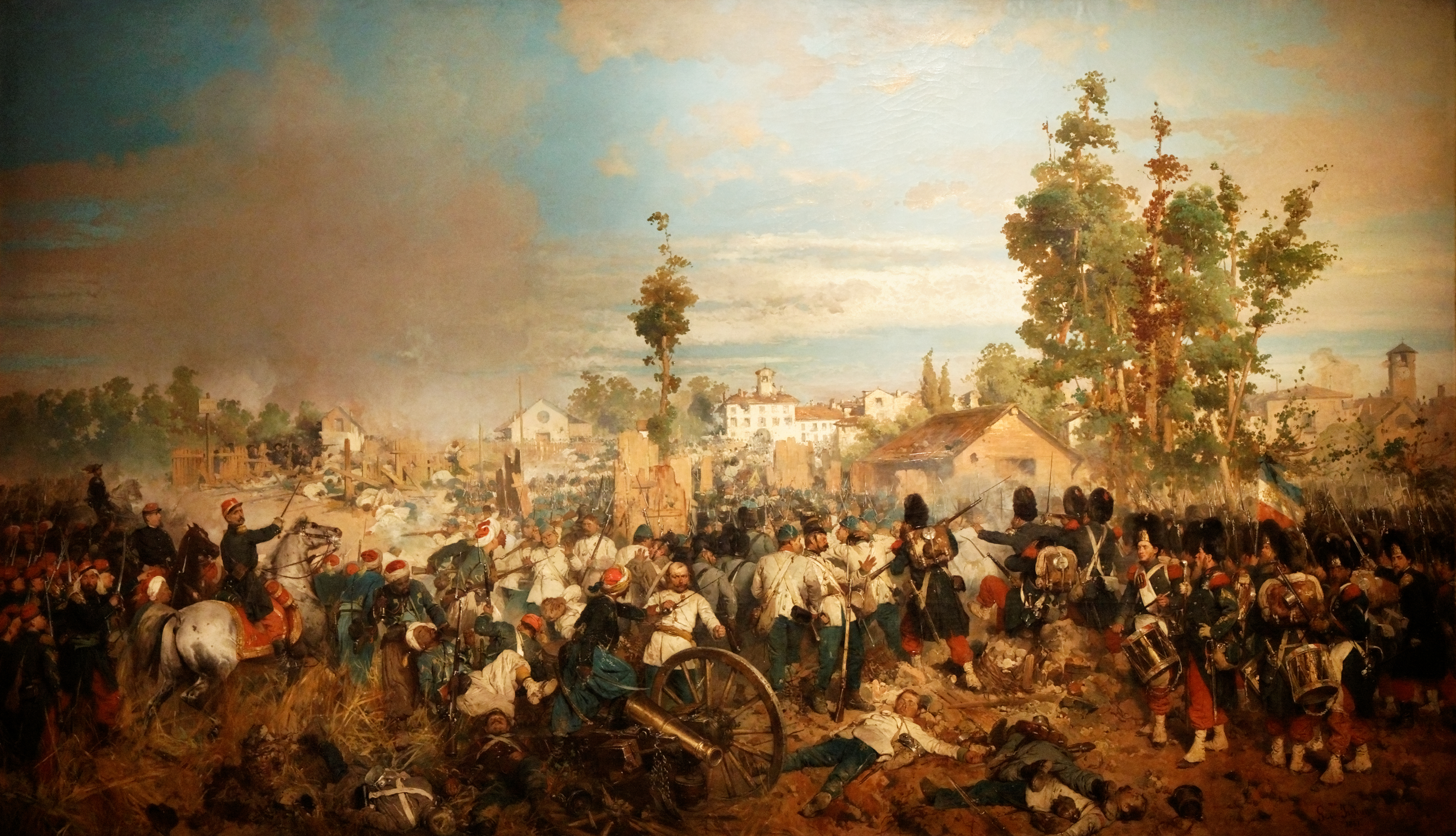
Битва під Маджентою

Папа Римський був витіснений з Риму під час Революції 1848 року, і Луї Наполеон відправив 14-тисячний експедиційний корпус військ до Папської держави під командуванням генерала Ніколя Шарля Віктора Удіно, щоб відновити його. Наприкінці квітня 1849 року він був розбитий і відкинутий з Риму добровольчим корпусом Джузеппі Гарібальді, але потім відновився і повернув собі Рим.
Французька армія однією з перших у світі отримала гвинтівки Міньє якраз під час Кримської війни, разом з союзницею Британією, проти Росії. Цей винахід дав лінійній піхоті зброю з набагато більшою дальністю і точністю стрільби, що призвело до нової гнучкої тактики. Французька армія була більш досвідченою у масових маневрах і бойових діях, ніж британська, і репутація французької армії значно покращилася.
За цим послідувала низка колоніальних експедицій, а в 1856 році Франція приєдналася до Другої опіумної війни на боці Британії проти Китаю, отримавши концесії. Французькі війська були розгорнуті в Італії проти австрійців, вперше використавши залізницю для масового пересування.
Французьку армію тепер вважали прикладом для інших, а військові місії в Японії та наслідування французьких зуавів в інших арміях додали цьому престижу. Однак експедиція до Мексики не змогла створити стабільний маріонетковий режим.
Франція була принижена після поразки у франко-прусській війні, і хоча армія мала набагато краще піхотне озброєння у вигляді Шасспо та Мітральєзи, її тактика та артилерія були гіршими, і, дозволивши Прусській армії перехопити ініціативу, французька армія була швидко затиснута у своїх містах-фортецях і розгромлена. Втрата престижу в армії призвела до того, що більший акцент був зроблений на агресію і тактику ближнього бою.

### Світові війни
У серпні 1914 року, після початку Великої війни, Збройні сили Франції налічували близько 1,300,000 солдатів, а загалом до кінця війни французька армія поповнилася 8,817,000 чоловік, включно з 900,000 колоніальними військами; це призвело до того, що близько 1,397,000 французьких солдатів загинули в боях, переважно на Західному фронті. На початку війни французькі солдати все ще носили барвисту уніформу часів франко-прусської війни, але це помітне вбрання виявилося непридатним для окопів, і, відповідно, до 1915 року переважно синьо-червону уніформу мирного часу замінили на блакитно-сіру, а замість кепі з'явився шолом Адріана. Традиційні капоте французької піхоти продовжували носити в окопах, але вже блакитного кольору. Колоніальні та північноафриканські солдати перейняли форму кольору хакі.

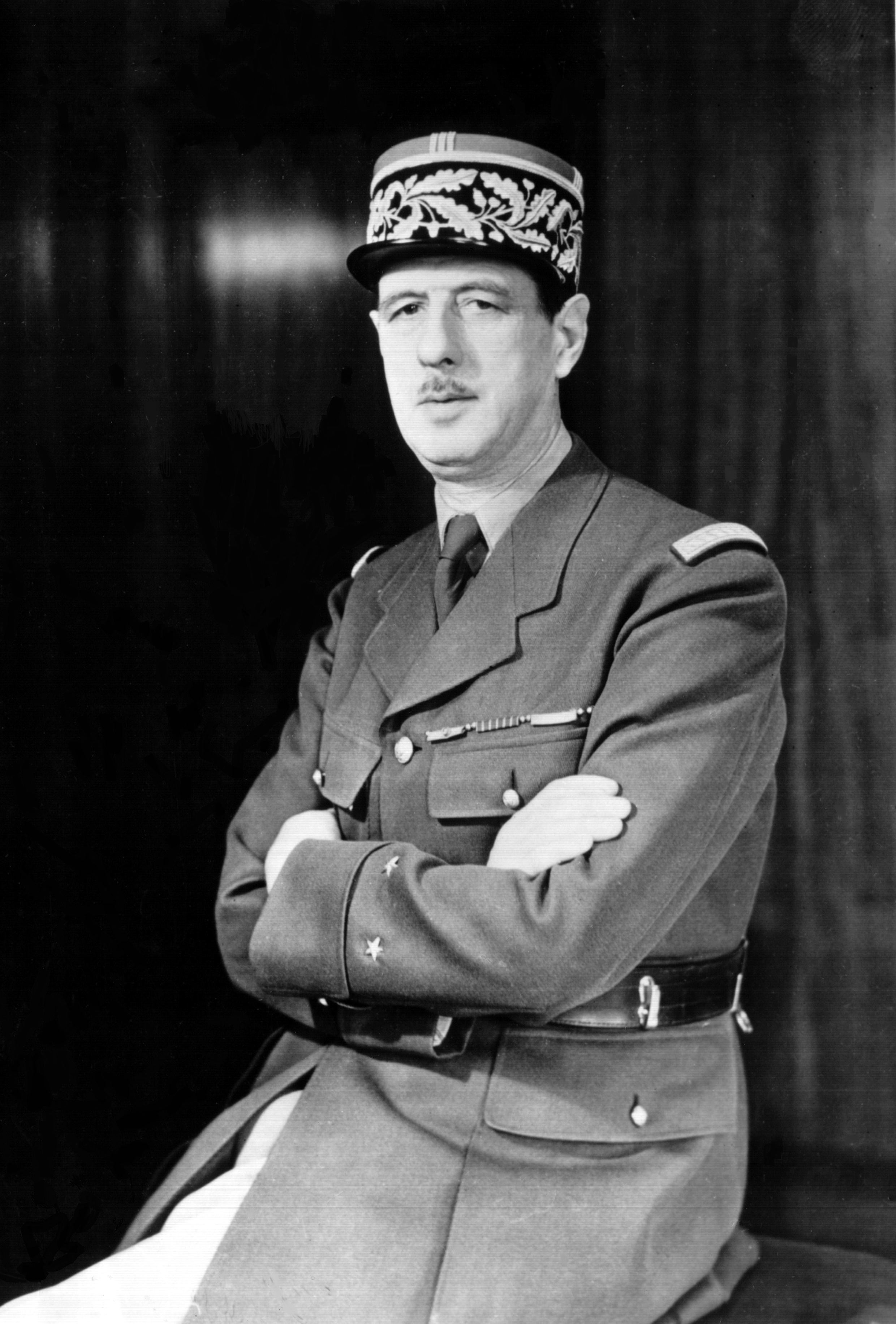
Бригадний генерал Шарль де Голль

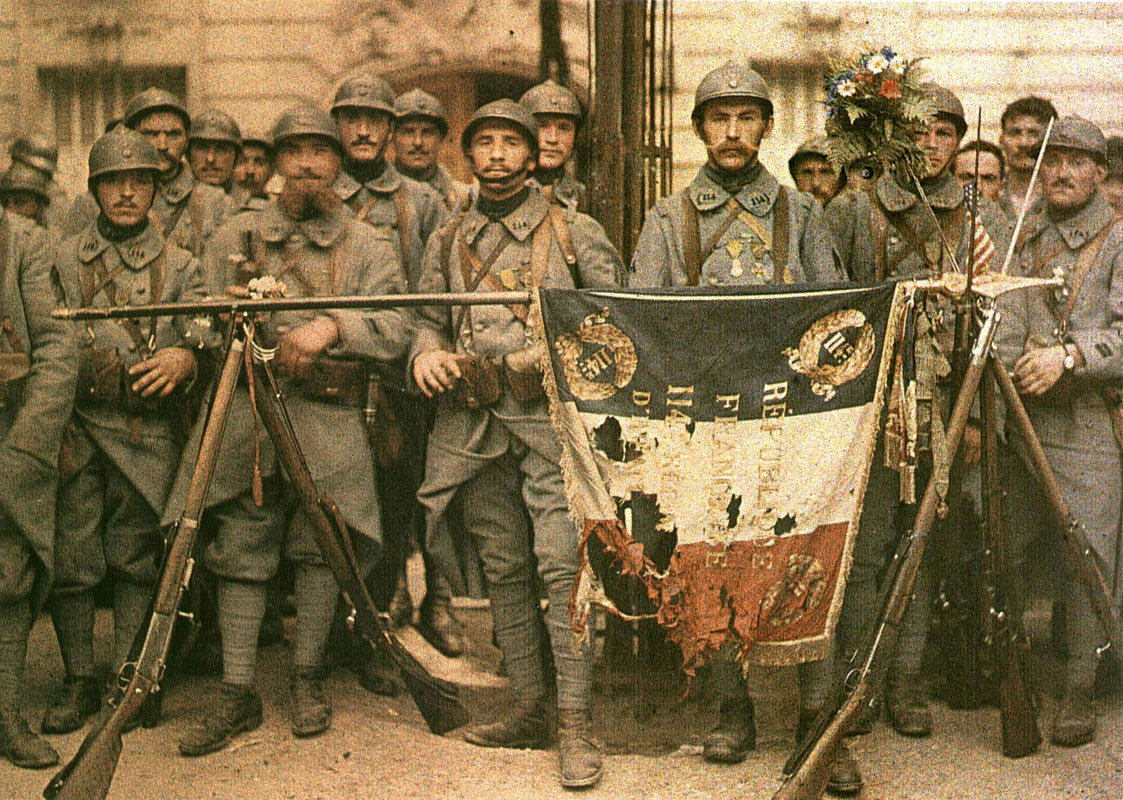
Французький Пуалю позує зі своїм пошматованим війною прапором у 1917 році, під час Першої світової війни

На початку битви за Францію французька армія розгорнула 2,240,000 бійців, об'єднаних у 94 дивізії (з яких 20 були діючими, а 74 — резервістами) від швейцарського кордону до Північного моря. Ці цифри не включають Альпійську армію, що стояла на боці Італії, а також 600,000 чоловік, розпорошених по всій Французькій колоніальній імперії, не включені в цю цифру. Після поразки в 1940 році французькому режиму Віші було дозволено залишити 100—120 000 військовослужбовців Армії перемир'я в неокупованій Франції та більші сили у Французькій імперії: понад 220,000 в Африці (в тому числі 140 000 у Французькій Північній Африці), а також сили в підмандатній Сирії та Французькому Індокитаї. Французька визвольна армія під командуванням Шарля де Голля продовжували боротьбу з союзниками до остаточної поразки Осі в 1945 році.

### Холодна війна

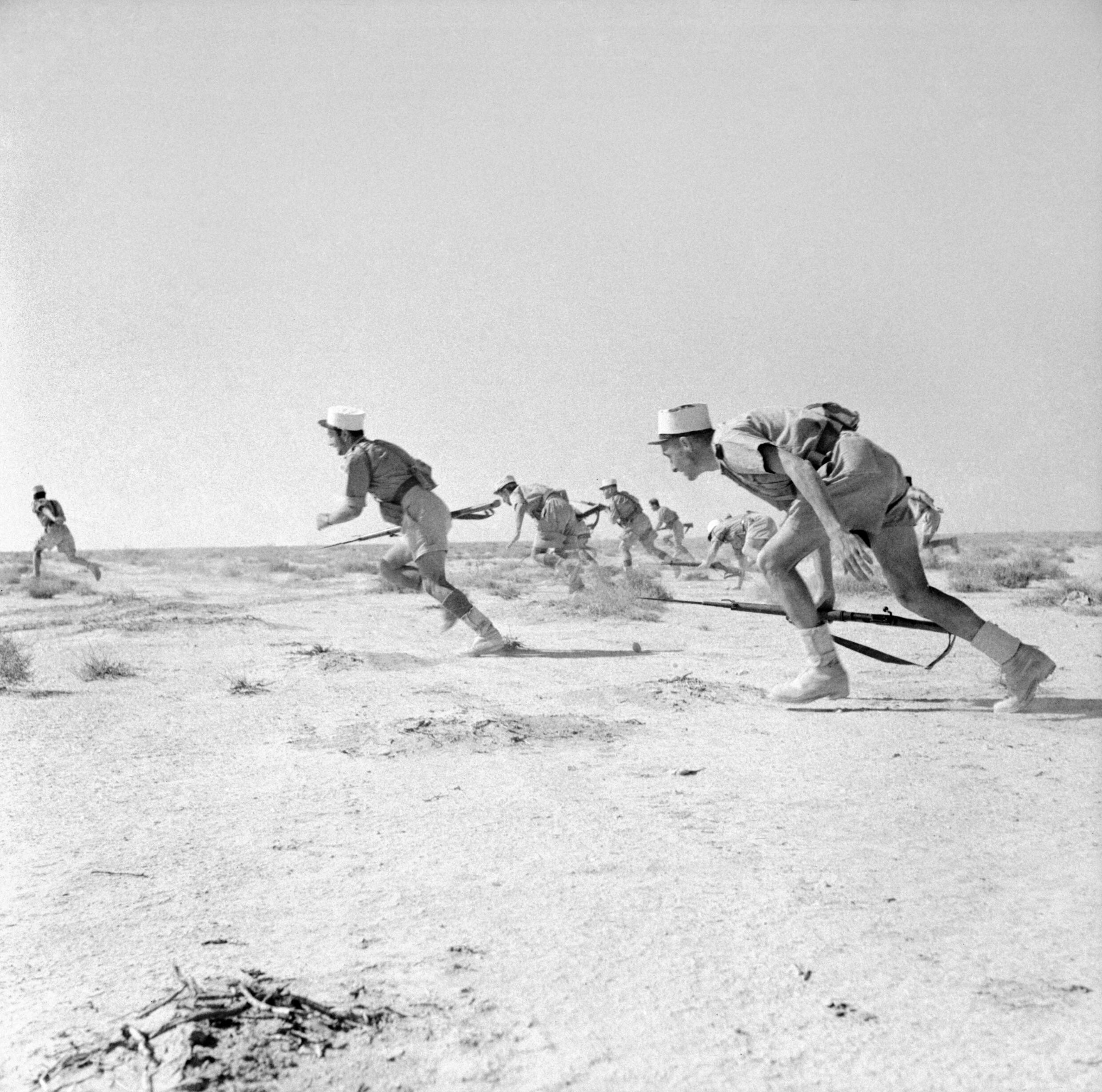
Французькі визвольні іноземні легіонери в битві за Бір-Хакейм (1942)

Після 1945 року, незважаючи на величезні зусилля у Першій Індокитайській війні 1945-54 років та Алжирській війні 1954-62 років, обидві землі врешті-решт вийшли з-під контролю Франції. Французькі підрозділи залишилися в Німеччині після 1945 року, сформувавши Французькі сили в Німеччині. 5-та бронетанкова дивізія залишилася в Німеччині після 1945 року, а 1-ша і 3-тя бронетанкові дивізії були сформовані в Німеччині в 1951 році. Проте з'єднання, призначені НАТО, були виведені для участі в бойових діях в Алжирі; 5-та бронетанкова дивізія прибула до Алжиру в квітні 1956. З 1948 по 1966 багато підрозділів французької армії підпадали під інтегровану структуру військового командування НАТО. Головнокомандувачем об'єднаних збройних сил НАТО в Центральній Європі був офіцер французької армії, і багато ключових штабних посад в НАТО були заповнені французами. Хоча Паризьким договором була встановлена верхня межа в 14 французьких дивізій, відданих НАТО, під час війни в Індокитаї загальна кількість не перевищувала шести дивізій, а під час війни в Алжирі вона впала до двох дивізій.
У 1956 році армія створила дві парашутні дивізії: 10-ту парашутну дивізію під командуванням генерала Жака Массю і 25-ту парашутну дивізію під командуванням генерала Сованьяка. Після алжирського путчу ці дві дивізії разом з 11-ю піхотною дивізією 1 травня 1961 року були об'єднані в нову легку дивізію, 11-ту легку дивізію інтервенції.
Під час Холодної війни французька армія, хоча і вийшла зі складу військового командування НАТО в 1966 році, планувала оборону Західної Європи. У 1977 році французька армія перейшла від багатобригадних дивізій до менших дивізій, що складалися приблизно з чотирьох-п'яти батальйонів/полків кожна. З початку 1970-х років 2-й армійський корпус дислокувався в Південній Німеччині і фактично формував резерв для Центральної групи армій НАТО. У 1980-х роках штаб 3-го армійського корпусу було перенесено до Лілля і розпочалось планування його використання на підтримку Північної групи армій НАТО. Сили швидкого реагування у складі п'яти легких дивізій, в тому числі нової 4-ї аеромобільної і 6-ї легкої бронетанкової, також призначались для посилення сил НАТО. Крім того, 152-га піхотна дивізія залишалась для охорони бази міжконтинентальних балістичних ракет S3 на Альпійському плато.
У 1970-1980-х роках з особового складу училища планувалося сформувати дві легкі бронетанкові дивізії (12-ту і 14-ту). Штаб 12-ї легкої бронетанкової дивізії (12 DLB) мав бути сформований на базі особового складу бронетанкового і кавалерійського училища в Сомюрі.
Наприкінці 1970-х років була зроблена спроба сформувати 14 резервних легких піхотних дивізій, але цей план, який включав відтворення 109-ї піхотної дивізії, виявився занадто амбітним. Заплановані дивізії включали 102-гу, 104-ту, 107-му, 108-му, 109-ту, 110-ту, 111-ту, 112-ту, 114-ту, 115-ту і 127-му піхотні дивізії. З червня 1984 року резерв французької армії складався з 22 військових дивізій, які керували всіма резервними частинами в певному районі, семи бригад зони оборони, 22 полків міжармійських дивізій та 152-ї піхотної дивізії, яка захищала місця запуску МБР. План був введений в дію з 1985 року, і були створені brigades de zone, такі як 107-ма бригада зони. Але із запровадженням плану «Réserves 2000», бригади зони були остаточно розформовані до середини 1993 року. 1-й армійський корпус був розформований 1 липня 1990 року, 2-й армійський корпус — у серпні 1993 року.

#### Деколонізація

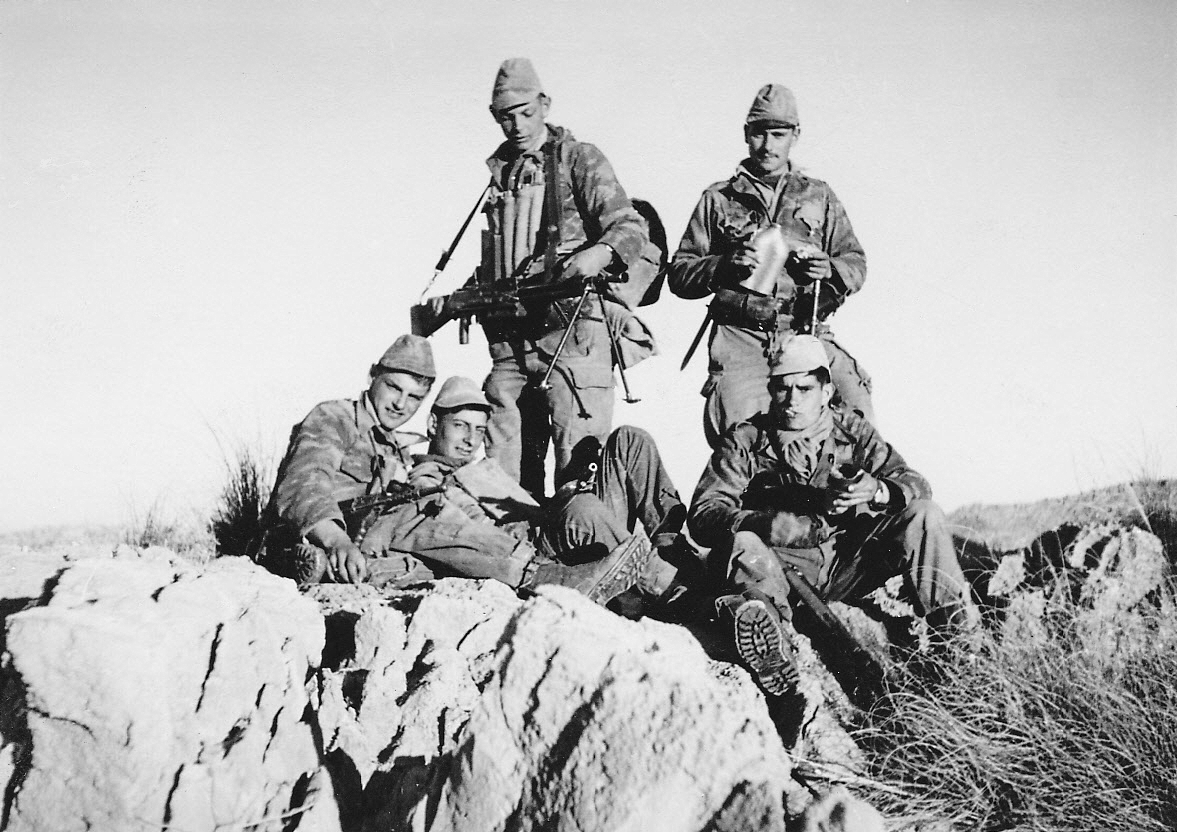
Солдати 4-го полку зуавів під час Алжирської війни

Наприкінці Другої світової війни Франція одразу ж зіткнулася з початком руху за деколонізацію. Французька армія, яка майже в усіх своїх кампаніях, починаючи з 1830 року, використовувала корінних північноафриканських спахі та тирельєрів, була провідною силою в опозиції до деколонізації, яка сприймалася як приниження. В Алжирі армія придушила масштабне повстання в Сетифі та його околицях у травні 1945 року сильним вогнем: кількість загиблих алжирців варіюється між 45 000, як стверджувало тодішнє Радіо Каїр, та офіційною французькою цифрою в 1020 осіб.
Армія вважала збереження контролю над Алжиром своїм першочерговим завданням. На той час мільйон французьких поселенців закріпилися в країні поряд з дев'ятимільйонним корінним населенням. Вирішивши, що політики збираються продати їх і надати Алжиру незалежність, армія організувала військовий переворот, який скинув цивільний уряд і повернув генерала де Голля до влади під час травневої кризи 1958 року. Де Голль, однак, визнав, що Алжир був мертвим вантажем і його потрібно було звільнити. Чотири відставні генерали організували Алжирський путч 1961 року проти самого де Голля, але він зазнав невдачі. Після 400 000 смертей Алжир нарешті став незалежним. Сотні тисяч харкі'ян, мусульман, лояльних до Парижа, виїхали у вигнання до Франції, де вони, їхні діти та онуки залишаються в погано асимільованих передмістях banlieue.
Армія придушила малагасійське повстання на Мадагаскарі в 1947 році. Французькі офіційні особи оцінюють кількість загиблих малагасійців від 11 000 до 89 000 за оцінками французької армії.

### Новітня історія (1996— теперішній час)

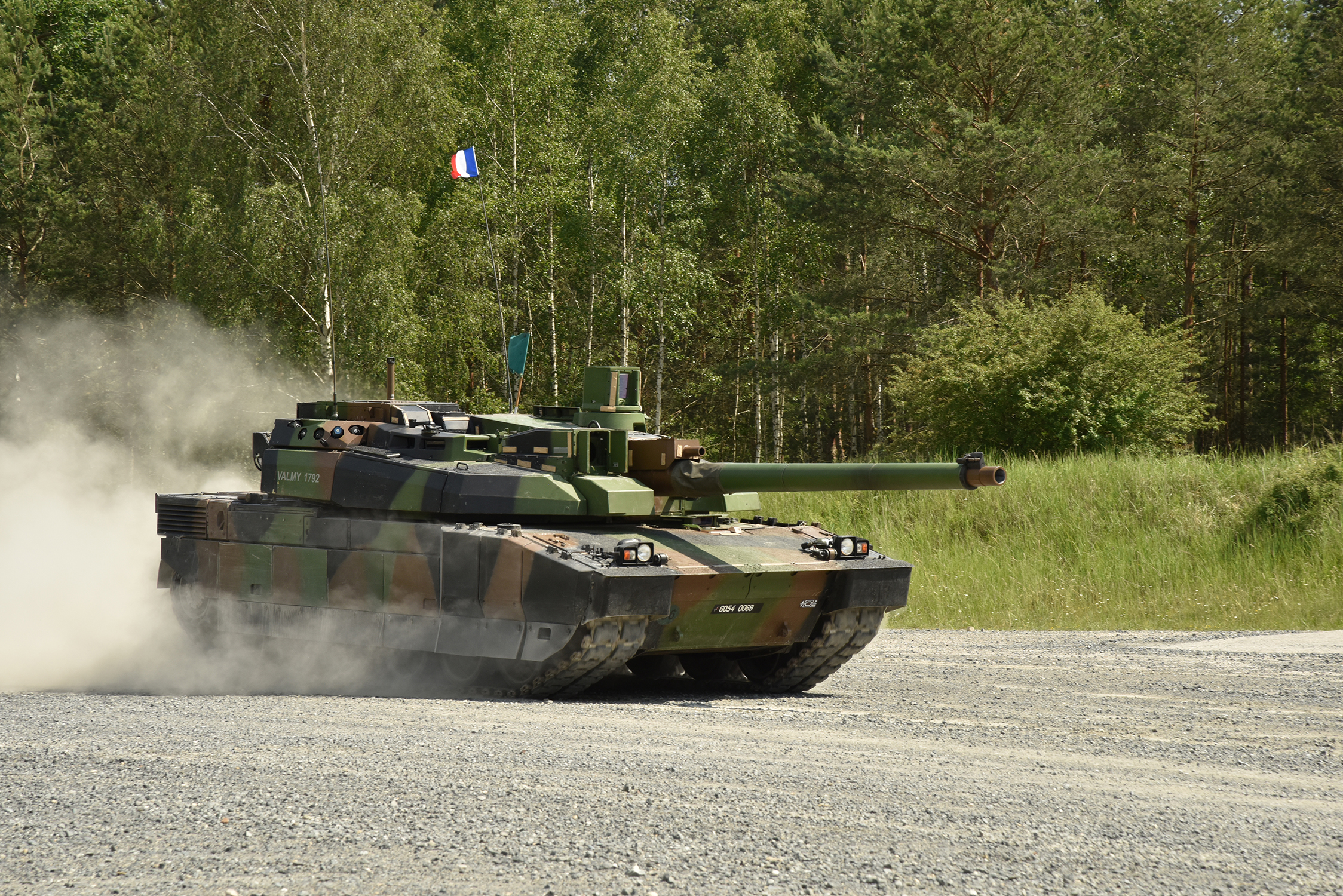
Французький танк Leclerc у камуфляжі «Центральна Європа» у 2018 році.

У лютому 1996 року президент Жак Ширак розпочав перехід армії на професійну основу, і в рамках цих змін у 1997 році було розформовано десять полків. 1 липня 1997 року спеціалізовані бригади забезпечення були переведені до різних комун: Люневіль — для зв'язківців, Агено — для артилеристів і Страсбург — для інженерів. 1 вересня 1997 року 2-га бронетанкова дивізія залишила Версаль і була розміщена в Шалон-ан-Шампань на місці розформованої 10-ї бронетанкової дивізії. 5 березня 1998 року, зважаючи на триваючу структурну перебудову французької армії, міністр збройних сил вирішив розформувати 3-й армійський корпус, і розформування набуло чинності 1 липня 1998 року. Штаб перейшов у підпорядкування Commandement de la force d'action terrestre (CFAT) (Командування сухопутних військ). Наприкінці 1990-х років, під час процесу професіоналізації, чисельність армії скоротилася з 236,000 (132,000 призовників) у 1996 році до близько 140,000. До червня 1999 року чисельність армії скоротилася до 186,000, включаючи близько 70,000 призовників. 38 з 129 полків планувалося розформувати з 1997 по 1999 рік. Дев'ять «малих» дивізій і численні окремі бойові бригади та бригади бойового забезпечення попередньої структури були замінені дев'ятьма бойовими та чотирма бригадами бойового забезпечення. Сили швидкого реагування, корпус з п'яти невеликих дивізій швидкого реагування, сформований у 1983 році, також був розформований, хоча деякі з його дивізій були перепідпорядковані.

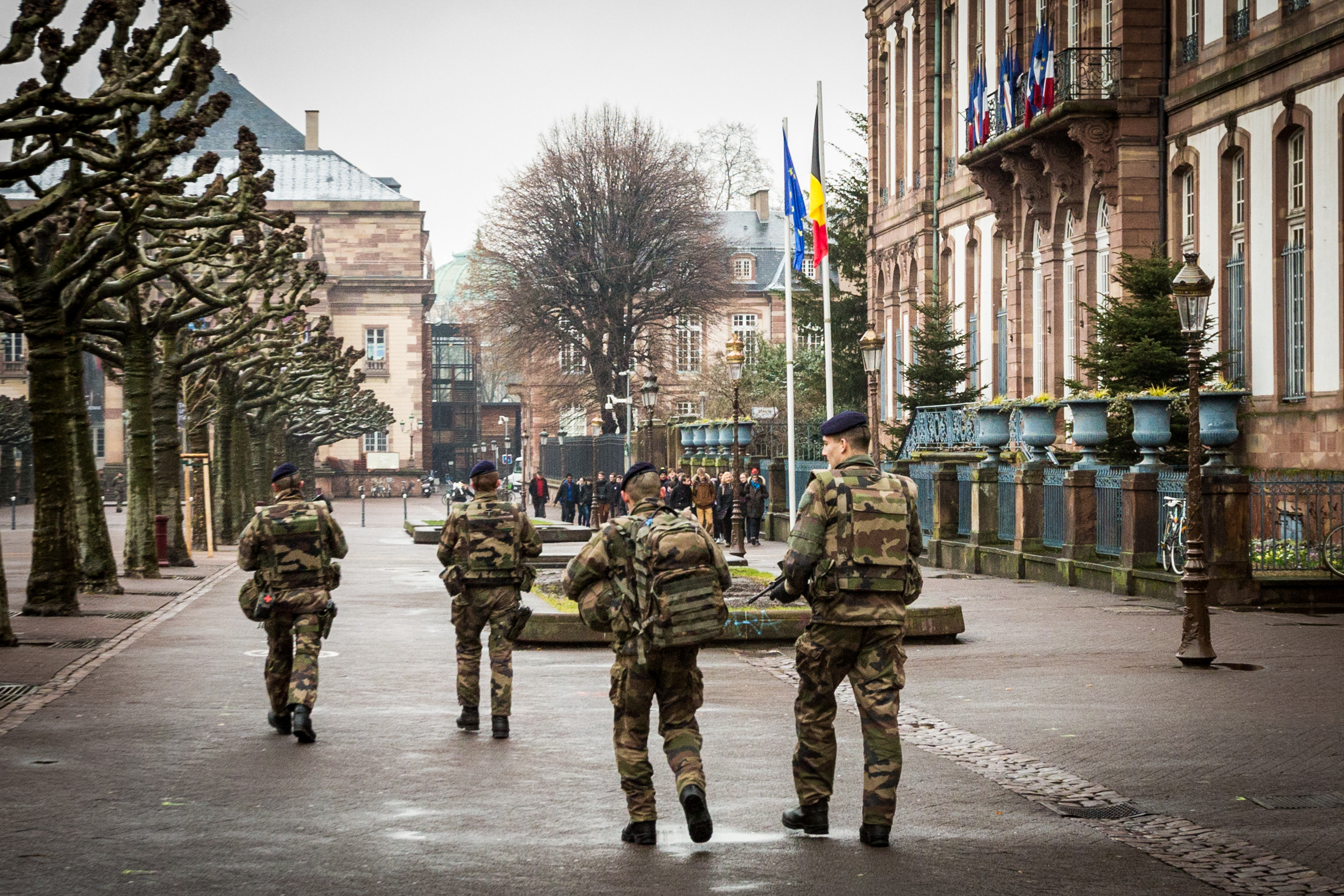
Солдати на патрулюванні під час Opération Sentinelle (2015)

Операція «Вартовий» (фр. Opération Sentinelle) — це французька військова операція, в якій беруть участь 10,000 солдатів і 4,700 поліцейських і жандармів, розгорнута після терактів на Іль-де-Франс у січні 2015 року з метою захисту чутливих «точок» території від тероризму. Вона була посилена під час паризьких терактів у листопаді 2015 року і була частиною надзвичайного стану у Франції через постійні терористичні загрози і напади.

## Організація
Організація армії зафіксована в главі 2 розділу II книги II частини третьої Кодексу оборони, зокрема, в результаті кодифікації Указом 2000—559 від 21 червня 2000 року.
Відповідно до статті R.3222-3 Кодексу оборони, до армії входять:
- Начальник штабу армії (фр. Chef d'état-major de l'armée de terre (CEMAT)).
- Штаб армії (фр. l'état-major de l'armée de terre (EMAT), досл. «Генеральний штаб сухопутної армії»), дослівно — Генеральний штаб сухопутної армії), який дає загальне керівництво та управління всіма компонентами;
- Інспекція армії (фр. l'inspection de l'Armée de terre);
- Управління людських ресурсів армії (фр. la direction des ressources humaines de l'armée de terre (DRHAT), досл. «Керування людськими ресурсами сухопутної армії»), дослівно — Керування людськими ресурсами сухопутної армії));
- Сили;
- Територіальна організація (5 областей: Іль-де-Франс, Північно-Західний, Південно-Західний, Південно-Східний та Північно-східний — фр. Île-de-France, Nord-Ouest, Sud-Ouest, Sud-Est et Nord-Est);[29]
- Послуги;
- Підготовки військових кадрів та інститути вищої освіти.

Французька армія була реорганізована в 2016 році. Нова організація складається з двох об'єднаних дивізій (що є спадкоємцями 1-ї бронетанкової і 3-ї бронетанкової дивізій) і трьох бойових бригад під керівництвом кожної з них. Існує також Франко-німецька бригада. 4-та аеромобільна бригада була переформована і отримала у своє підпорядкування три бойові гелікоптерні полки. Існує також кілька спеціалізованих командувань дивізійного рівня (niveau divisionnaire), в тому числі розвідки, інформаційно-комунікаційних систем, технічного обслуговування, логістики, спецпризначення, Легкої авіації армії, Іноземниого легіону, національної території, підготовки кадрів.

### Роди військ та формування
- Сили спеціальних операцій
- Повітрянодесантні підрозділи (Troupes aéroportées)
- Піхота (Infanterie)
- Бронетанкова кавалерія (Arme blindée cavalerie)
- Артилерія (Artillerie)
- Французький іноземний легіон (Légion étrangère)
- Troupes de marine
- Легка авіація армії (Aviation légére de l'armée de terre, ALAT)
- Інженери (Génie)
- Пожежна служба Парижа (Brigade des sapeurs-pompiers de Paris)
- Корпус зв'язку (Transmissions)
- Транспорт та логістика (Train)
- Matériel (Supply)
- Розвідка (Renseignement)

### Адміністративні служби
З адміністративного боку, зараз існує не більше одного Управління і двох служб.
Управління людських ресурсів армії (DRHAT) управляє людськими ресурсами (військовими і цивільними) Армії та навчанням.
Дві служби — це служба наземного обладнання та інтегрована структура оперативного обслуговування наземних матеріалів (SIMMT, колишня DCMAT). Ця спільна орієнтована служба відповідає за підтримку управління проєктами для всієї наземної техніки французької армії. Оперативне утримання наземної техніки в армії очолює Служба технічного обслуговування наземної техніки (SMITer).
Історично склалося так, що в армії існували й інші служби, які були об'єднані разом зі своїми колегами з інших компонентів у спільні відомства, що обслуговують усі Збройні сили Франції.
Після того, як служба охорони здоров'я і паливна служба були замінені відповідно Французькою службою охорони здоров'я і Військовою паливною службою, інші служби зникли в останні роки:
- У 2005 році Історична служба армії (SHAT) стала відділом «Земля» Історичної служби оборони (Service historique de la défense);
- У вересні 2005 року Центральне інженерне управління (Direction centrale du génie, DCG) було об'єднано зі своїми колегами з повітряних cил і флоту у Центральне управління оборонної інфраструктури (Direction centrale du service d'infrastructure de la défense);
- 1 січня 2006 року Центральне управління телекомунікацій та інформатики (DCTEI) було включено до складу Центрального управління Об'єднаного директорату інфраструктурних мереж та інформаційних систем (DIRISI);

Армійський комісаріат був розпущений 31 грудня 2009 року і інтегрований в об'єднану службу фр. Service du commissariat des armées.
Існує єпархія Збройних сил Франції, яка надає душпастирську опіку католицьким військовослужбовцям. Її очолює Люк Равель, а штаб-квартира знаходиться в фр. Les Invalides.

## Обладнання

### Піхотні обладунки та бойова система
| Назва (Найменування) | Країна випуску (Походження) | Тип                     | Примітки |
| -------------------- | --------------------------- | ----------------------- | --- |
| Шолом СПЕКТРА        | Франція                     | Захисний шолом          | Використовує волокно СПЕКТРА компанії Honeywell, побудований компанією CGF GALLET. |
| FÉLIN                | Франція                     | Бойовий набір піхотинця | фр. Fantassin à Équipement et Liaisons Intégrés — Піхотинець з інтегрованим обладнанням та комунікацією, розроблений компанією Safran, 31,455 одиниць будуть доставлені.                                                            |
| СКОРПІОН             | Франція                     | Програма схожа на МБС   | фр. Synergie du COntact Renforcé par la Polyvalence et l'InfovalorisatiON — Синергія більше контактів з універсальністю і оцінкою інформації, проект, що буде розроблено компанією Thales Group разом з компаніями Safran і Nexter. |

### Стандартний набір зброї
| Стандартний набір зброї | Країна випуску (Походження) | Тип                              | Калібр       | Примітки |           |           |
| Пістолети               | Пістолети                   | Пістолети                        | Пістолети    | Пістолети | Пістолети | Пістолети |
| ----------------------- | --------------------------- | -------------------------------- | ------------ | --- | --------- | --------- |
| PAMAS-G1                | Італія/ Франція             | Стандартний службовий пістолет   | 9 мм         | Модифікована версія Беретти 92, яка також називається Беретта 92Ґ                                                                            |           |           |
| MAC-50                  | Франція                     | Запасний службовий пістолет      | 9 мм         | Колишній стандартний службовий пістолет ще досі використовується для навчання та інших цілей.                                                |           |           |
| Гвинтівки               |                             |                                  |              | |           |           |
| FAMAS                   | Франція                     | Стандартна службова гвинтівка    | 5.56 мм      | Стандартна французька гвинтівка. ФАМАС може стріляти гвинтівковими гранатами такими, як AC58 або APAV40.                                     |           |           |
| Карабін M4              | США                         | Зброя для спецоперацій           | 5.56 мм      | Випущена для деяких підрозділів спецназу. Карабін M4 може використовувати різні додатки.                                                     |           |           |
| Снайперські гвинтівки   |                             |                                  |              | |           |           |
| FR F2                   | Франція                     | Стандартна снайперська гвинтівка | 7,62 мм      | Найбільш часто використовувана снайперська гвинтівка у французькій армії                                                                     |           |           |
| PGM Hecate II           | Франція                     | Важка снайперська гвинтівка      | 12,7 мм      | Найбільша снайперська гвинтівка французької армії                                                                                            |           |           |
| Піхотні міномети        |                             |                                  |              | |           |           |
| LGI Mle F1              | Франція                     | Міномет-гранатомет               | Див примітку | Може стріляти або вибуховими гранатами калібру 51 мм, димовими гранатами калібру 51 мм або світловими гранатами калібру 47 мм, що спалахують |           |           |
| LLR 81 мм               | Франція                     | Міномет                          | 81 мм        | Існує в різних версіях |           |           |
| Піхотні кулемети        |                             |                                  |              | |           |           |
| FN Minimi               | Бельгія                     | Кулемет                          | 5,56 мм      | Ручний кулемет |           |           |
| Браунінґ M2             | США                         | Кулемет                          | 12,7 мм      | Великокаліберний кулемет |           |           |
| Станкові кулемети       |                             |                                  |              | |           |           |
| AA-52 кулемет           | Франція                     | Кулемет                          | 7,62 мм      | Станковий кулемет для автомобіля |           |           |
| FN MAG                  | Бельгія                     | Кулемет                          | 7,62         | Станковий кулемет для вертольота |           |           |

### Портативні ракети
| Найменування                 | Походження          | Тип                                  | Примітки |                     |                     |                     |
| Протитанкові ракети          | Протитанкові ракети | Протитанкові ракети                  | Протитанкові ракети | Протитанкові ракети | Протитанкові ракети | Протитанкові ракети |
| ---------------------------- | ------------------- | ------------------------------------ | --- | ------------------- | ------------------- | ------------------- |
| FGM-148 Javelin              | США                 | Важка протитанкова ракета            | Франція замовила 76 пускових установок і 380 ракет щоб доповнити свій комплект протитанкових ракет                              |                     |                     |                     |
| MILAN (протитанкова ракета)  | Франція/ Німеччина  | Стандартна протитанкова ракета       | Існує в різних версіях, може бути встановлена на автомобіль                                                                     |                     |                     |                     |
| Егух                         | Франція             | Протитанковий ракетний ближнього бою | Має обмежені можливості проти вертольота.                                                                                       |                     |                     |                     |
| AT4                          | Швеція              | Легка протитанкова зброя             | Легка, 84 мм каліберна одноразова пускова установка, названа у Франції фр. "Anti Blindé Léger" — проти легкоброньованих танків. |                     |                     |                     |
| Ракети класу «земля-повітря» |                     |                                      | |                     |                     |                     |
| Містраль ракета              | Франція             | Ракета класу «земля-повітря»         | Може бути встановлена на транспортні засоби                                                                                     |                     |                     |                     |

### Гусеничні бронемашини
| Найменування                | Походження              | Тип                                  | Кількість            | Примітки                                                                                |                      |                      |
| Основні бойові танки        | Основні бойові танки    | Основні бойові танки                 | Основні бойові танки | Основні бойові танки                                                                    | Основні бойові танки | Основні бойові танки |
| --------------------------- | ----------------------- | ------------------------------------ | -------------------- | --------------------------------------------------------------------------------------- | -------------------- | -------------------- |
| AMX-56 Leclerc              | Франція                 | Основний бойовий танк                | 406                  | Різні партії використовуються в даний час, 82 застарілі моделі можуть бути списані      |                      |                      |
| Ремонтно-евакуаційні машини |                         |                                      |                      |                                                                                         |                      |                      |
| Leclerc MARS                | Франція                 | Евакуатор                            | 20                   | Ремонтно-евакуаційна машина, варіант зразка Леклерк MBT                                 |                      |                      |
| БМП                         |                         |                                      |                      |                                                                                         |                      |                      |
| AMX-10P                     | Франція                 | Бойова машина піхоти                 | 1,050                | Гусенична бойова машина піхоти, буде замінена на Véhicule blindé de combat d'infanterie |                      |                      |
| BVS 10                      | Швеція/ Велика Британія | Гусеничний бронетранспортер-всюдихід | 150                  | На озброєнні кулемет калібру 12,7 мм                                                    |                      |                      |

### Колісні броньовані машини
| AMX-10 RC                                    | Франція  | Колісний винищувач танків                 | 256                | |
| ERC 90 Sagaie                                | Франція  | Мобільний колісний броньовик              | 192                | |
| БМП                                          |          |                                           |                    | |
| Véhicule blindé de combat d'infanterie — БМП | Франція  | Колісні бойова машина піхоти              | 200                | Також відомий як VBCI, замінить AMX-10P. 600 були замовлені понад вимогу 700 транспортних засобів.                                                   |
| Транспортні засоби                           |          |                                           |                    | |
| Véhicule de l'Avant Blindé                   | Франція  | Бронетранспортер                          | 4,000              | Найбільш часто використовуваний персоналом французької армії БТР. Буде замінений іншим транспортним засобом, це буде визначено з 2015 року і надалі. |
| Petit Véhicule Protégé                       | Франція  | Легкий БТР                                | 1,500 до 2015 року | Легкий чотириколісник |
| Véhicule Blindé Léger                        | Франція  | Всюдихід 4x4.                             | 1,100              | Транспортний засіб 4x4, буде замінений на VBR |
| Aravis                                       | Франція  | Бронетранспортер                          | 15                 | Бронетранспортер для інженерного війська |
| Sherpa 3                                     | Франція  | Легка тактична військова вантажівка       | 33                 | Наступник моделі Sherpa 2 |
| Транспортні засоби з протимінним захистом    |          |                                           |                    | |
| Buffalo (MPCV)                               | США/ ПАР | Транспортний засіб з протимінним захистом | 5                  | Куплений для операцій в Афганістані |

### Колісна техніка
| Найменування        | Походження          | Тип                            | Кількість           | Примітки              |                     |                     |
| Вантажні автомобілі | Вантажні автомобілі | Вантажні автомобілі            | Вантажні автомобілі | Вантажні автомобілі   | Вантажні автомобілі | Вантажні автомобілі |
| ------------------- | ------------------- | ------------------------------ | ------------------- | --------------------- | ------------------- | ------------------- |
| ACMAT               | Франція             | Багатоцільова вантажівка       |                     |                       |                     |                     |
| ОДВ                 | Франція             | Мобільний міст                 |                     |                       |                     |                     |
| Піхотні машини      |                     |                                |                     |                       |                     |                     |
| Peugeot P4          | Франція             | Всюдихід                       | 13,500              | Буде замінений на PVP |                     |                     |
| Мотоцикли           |                     |                                |                     |                       |                     |                     |
| Cagiva 350 T4E      | Італія              | Легкий розвідувальний мотоцикл |                     |                       |                     |                     |

### Артилерія
| Найменування            | Походження        | Тип                           | Кількість         | Примітки                                            |                   |                   |
| Самохідні гаубиці       | Самохідні гаубиці | Самохідні гаубиці             | Самохідні гаубиці | Самохідні гаубиці                                   | Самохідні гаубиці | Самохідні гаубиці |
| ----------------------- | ----------------- | ----------------------------- | ----------------- | --------------------------------------------------- | ----------------- | ----------------- |
| AMX 30 AUF1             | Франція           | Гусенична самохідна артилерія | 134               | На основі шасі AMX-30                               |                   |                   |
| CAESAR                  | Франція           | Колісна самохідна артилерія   | 77                | Колісна артилерія                                   |                   |                   |
| Буксирувана артилерія   |                   |                               |                   |                                                     |                   |                   |
| TRF1                    | Франція           | Буксирувана артилерія         | 105               | Буксирувані 155 мм каліберні гармати.               |                   |                   |
| RTF1                    | Франція           | Буксирувана мортира           | 361               | Буксирувана 120-мм каліберна мортира                |                   |                   |
| Системи залпового вогню |                   |                               |                   |                                                     |                   |                   |
| М270 РСЗВ               | США               | Залпові ракети                | 44                | Деякі були вилучені, однак 44 одиниці досі працюють |                   |                   |

### Вертольоти
| Вертоліт               | Походження                             | Тип                                  | Кількість         | Примітки                                                                                   |                   |                   |
| Ударні вертольоти      | Ударні вертольоти                      | Ударні вертольоти                    | Ударні вертольоти | Ударні вертольоти                                                                          | Ударні вертольоти | Ударні вертольоти |
| ---------------------- | -------------------------------------- | ------------------------------------ | ----------------- | ------------------------------------------------------------------------------------------ | ----------------- | ----------------- |
| Eurocopter Tiger       | Франція/ Німеччина                     | Ударний вертоліт                     | 67                | 56 на замовлення (2010)                                                                    |                   |                   |
| Транспортні вертольоти |                                        |                                      |                   |                                                                                            |                   |                   |
| NH-90                  | Франція/ Німеччина/ Італія/ Нідерланди | Транспортний вертоліт                | 0                 | 34 на замовлення для легкої авіації французької армії, з можливістю дозамовити ще 34 штуки |                   |                   |
| EC 725 Super Cougar    | Франція                                | Транспортний вертоліт                | 8                 |                                                                                            |                   |                   |
| AS 532 Cougar          | Франція                                | Вертоліт багатоцільового призначення | 19                |                                                                                            |                   |                   |
| PumaSA/IAR330          | Франція                                | Транспортний вертоліт                | 93                |                                                                                            |                   |                   |
| Легкі вертольоти       |                                        |                                      |                   |                                                                                            |                   |                   |
| Газель                 | Франція                                | Розвідувальний гелікоптер            | 204               |                                                                                            |                   |                   |
| Fennec                 | Франція                                | Тренувальний вертоліт                | 18                |                                                                                            |                   |                   |

### Літаки
| Найменування   | Походження | Тип                | Кількість | Примітки                        |
| -------------- | ---------- | ------------------ | --------- | ------------------------------- |
| Socata TBM 700 | Франція    | Транспортний літак | 11        | Використовується для VIP-персон |
| Pilatus PC-6   | Швейцарія  | Навчальний літак   | 5         | Використовується для навчання   |